# Queule (Chile)
Queule es una caleta de pescadores artesanales ubicada en la provincia de Cautín, IX Región de la Araucanía, Chile.
La localidad se encuentra en el extremo Sur Poniente de la IX Región (Araucanía). Pertenece administrativamente a la comuna de Toltén. Ubicada a 30 km aprox. de la ciudad de Toltén y se ubica a 120 km aprox. de la capital regional, Temuco. Se caracteriza por tener como reserva natural la pesca y en menor rango la forestación. También se practica la agricultura en los sectores más campesinos. 

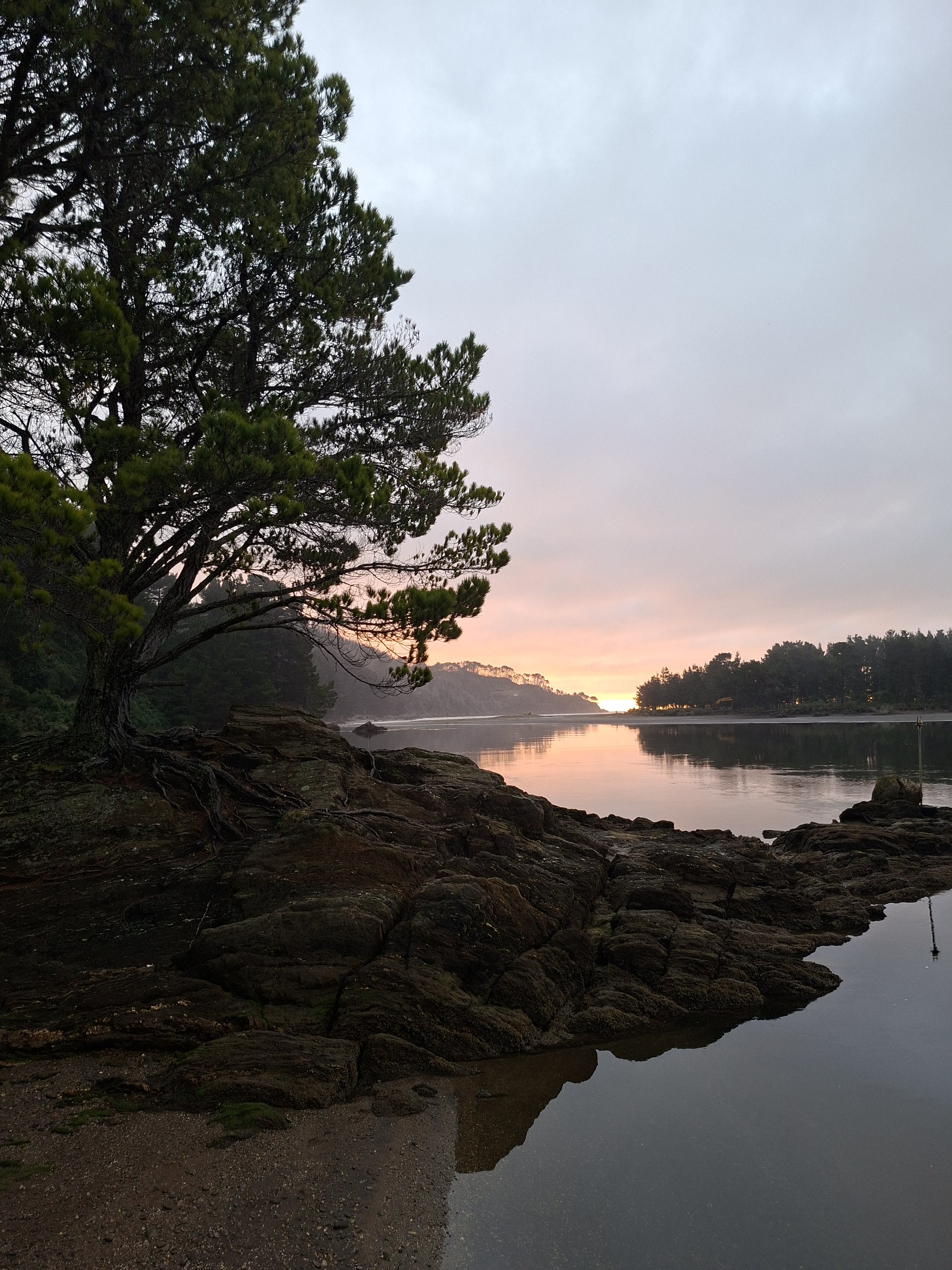
Playa agua las niñas, Queule

En los últimos años se han realizado diferentes investigaciones en esta localidad, sobre la biodiversidad como las aves, fauna acuática, cantidad de macroinvertebrados bentónicos e incluso investigaciones de remoción en masa, es decir, deslizamientos ya sea de rocas, suelo y/o regolito que han afectado a la localidad de Queule. Acerca de las remociones en masa se han incluido diversos monitoreos donde se ha inferido que existe una serie de factores que actúan y favorecen a estos deslizamientos, estos factores son influenciados por el ser humano y la modificación que ejercen en las condiciones naturales del terreno (Ramírez, 2025). 

## Fauna
En Queule se han realizado diversos monitoreos en los últimos años acerca de macroinvertebrados bentónicos, "se registraron un total de 664 individuos en los 11 puntos de monitoreo, entre los años 2021 y 2023", específicamente en los humedales del río Queule (Suazo, 2023, P. 36). Asimismo, se han hecho evaluaciones en base a la fauna íctica del humedal del rio Queule. En dichas evaluaciones se registraron individuos tales como la especie Lampera, el Puye rojo, el Puye chico, el Pejerrey Chileno, el Pejerrey de cola corta, la Carmelita, el Róbalo, la Pocha, la Lisa, la Trucha arcoíris y la Trucha café, entre otras especies. Todas estas especies son nativas, menos la Trucha arcoíris y la Trucha café las cuales, a nivel país, son especies invasoras (Muñoz, 2023).  
Maldonado (2024) indica que "los humedales del río Queule cumplen un rol relevante como hábitat para la avifauna acuática, especies migratorias y con problemas de conservación. La alta heterogeneidad del paisaje y la poca presión antrópica genera una diversidad de espacios naturales que permiten la presencia de diversas aves asociadas a estos ecosistemas" (p. 29). Durante el monitoreo aumentó el registro de especies observadas en el humedal con un total de 89 especies, con 1 registro de una especie introducida Callipepla califórnica Codorniz" (Maldonado, 2024, p. 29). Maldonado menciona que los humedales son considerados entre los ecosistemas con mayor productividad del planeta. Aportan recursos esenciales como alimento y agua, además de tener un destacado valor visual y un profundo significado cultural para múltiples comunidades alrededor del mundo. Su naturaleza dinámica permite albergar una gran diversidad de especies vegetales y animales (2024)

## Turismo
El turismo ha tomado gran fuerza y relevancia gracias a los diversos atractivos naturales y culturales que ofrece la localidad a sus visitantes; los municipios junto a sus habitantes han potenciado esta actividad, logrando que se transforme así en una importante fuente de trabajo y progreso para la zona. En Toltén (Queule) se realizan diversas actividades principalmente en la estación veraniega, las cuales son organizadas por la municipalidad y que recibe la visita de cientos de personas (Riquelme, 2019). 
Queule además cuenta con diversos atractivos y actividades que fomentan el turismo, una de las actividades más relevantes es la "Feria Costumbrista de Queule, realizada en la Caleta de Queule, a 36 km. Al suroeste de Nueva Toltén, es organizada por las asociaciones gremiales locales y el municipio de Toltén. Esta celebración, que se realiza en la Caleta de Queule, reúne a artesanos, pescadores y productores agrícolas, quienes ofrecen una variada muestra de gastronomía típica, productos del mar, licores artesanales y expresiones artísticas como música en vivo y danza folclórica" (Riquelme, 2019, P. 27). También cuentan con otras fiestas como "la semana queulina" o la "fiesta de la cerveza" las cuales igualmente son organizadas por la municipalidad de Toltén. 

## Toponimia
El nombre “Queule” se aplica tanto al árbol, como a la localidad y al río Queule, su etimología se ve justificada por la presencia de este árbol nativo perteneciente a la familia de las gomortegáceas que constan de una única especie que es el Gomortega keule, (Chilebosques, 2016).
El Queule es un árbol endémico de Chile que se encuentra en peligro de extinción por lo que en consecuencia solo se puede encontrar en algunas zonas como en las regiones del Maule, Ñuble y Biobío según Muñoz (2022). Lara (2019) dice que se trata de una especie endémica de Chile, considerada un “fósil viviente” por su antigüedad evolutiva, estimada en más de 100 millones de años. El ministerio del medio ambiente menciona que actualmente, el queule se encuentra en peligro de extinción, debido a la fragmentación de su hábitat, la tala ilegal, los incendios forestales y la escasa regeneración natural. Por esta razón, su presencia se limita a zonas muy específicas de la Cordillera de la Costa, principalmente en las regiones del Maule, Ñuble y Biobío (ministerio del medio ambiente del gobierno de Chile, 2021).